# Sefyu
Sefyu (настоящее имя Youssef Soukouna, род. 20 апреля 1981 в Париже) — французский рэпер сенегальского происхождения. Родился в Северо-восточном пригороде Парижа Сена — Сен-Дени в регионе Иль-де-Франс.

## Биография
Sefyu долгое время занимался футболом и даже посетил футбольную академию лондонского «Арсенала». Но покинул её из-за травмы. Особенность стиля Sefyu — сильный, агрессивный голос и использование большого числа восклицаний и выражений, зачастую им придуманных. Ещё одной особенностью является то, что он часто скрывает своё лицо капюшоном, маской или кепкой. По его собственному утверждению, он делает это для того, чтобы доказать что ему не нужна широкая известность, и он считает что можно делать свою музыку, оставаясь в тени.

## Дискография
- 2005: Molotov 4
- 2006: Qui suis-je
- 2008: Suis-je le gardien de mon frère
- 2011: Oui je le suis
- 2013: Fin Du Game
- 2019: Yusef

## Клипы
- 2011: 5 Minutes
- 2011: L’insecurité
- 2011: Turbo
- 2012: Dame blanche

## Награды
Обладатель Приза зрительских симпатий в категории «Открытие года» Виктуар де ля мюзик 2009 года.